# Tumul
Tumul (latinski naziv za humak ili manje brdo), još i gromila i mogila (engleski: barrow; njemački: Hügelgrab; ruski: kurgan; irski: cairn; velški: carnedd; škotski: càrn; portugalski: mamoas) je veći ili manji zemljani ili kameni humak pod kojim se nalazi jedan ili više grobova.
Tumuli se mogu pronaći širom svijeta, a može se sastojati od dolmena, kosturnice (cista), grobne kuće, i dvoranske grobnice.  
"Tumul" je također i naziv za formaciju glatke, nepuknute ohlađene lave koja nastaje kada lava u svom kretanju naiđe na čvrstu površinu i natekne u obliku tumula.

## Znameniti tumuli
- Austrija: Halštatski Burgstallkogel tumuli u dolini Sulm (800. – 600. pr. Kr.), Großmugl kod Korneuburga (600. – 500. pr. Kr.) i tumul u Niederhollabrunnu (Niederösterreich);
- Belgija: Tumuli kod Court-Saint-Etienne (Valonski Brabant, oko 3000. pr. Kr.), Sonijskoj šumi i Walhainu (Flamanski Brabant, oko 1000. pr. Kr.), Galo-rimski u Incourtu i grobnica rimskog generala Otta u Ramilliesu (Valonski Brabant), Merovinški grob u Antoingu (Hainaut, 6. – 7. st.);
- Bosna i Hercegovina: Toprakalija kod Visokog ima najveći ugrađeni megalit od svih tumula u bivšoj Jugoslaviji; Gomile Mosko kod Trebinja, Bitunja kod Stoca, Začula (Ravno) (brončano doba), te Kneževski grobovi (Glasinac) glasinačke kulture iz željeznog doba.
- Bugarska: Tračanska grobnica u Kazanlaku i Aleksandrovu (4. st. pr. Kr.), te Tračanska grobnica u Sveštarima (3. st. pr. Kr.);
- Češka: Slavenski tumuli u Vitinu kod České Budějovice;
- Engleska: Grobnica Severn-Cotswold (Wayland's Smithy) i West Kennet Long Barrow kod Ashburyja (3700. – 3400. pr. Kr.), La Hougue Bie na otoku Jersey (3500. pr. Kr.), Avebury (3000. pr. Kr.), Duggleby Howe (brončano doba), Sedam tumula kod Lambourna (Berkshire, 2200. pr. Kr.)
- Francuska: Neolitski tumuli Saint-Michel de Carnac (5000. – 3500. pr. Kr.), Barnenez (4850. – 4000. pr. Kr.), Bougonski tumuli (4800. – 3000. pr. Kr.), Dissignac (4500. pr. Kr.); brončano doba: tumul Saint Fiacre (1500. – 1000. pr. Kr.)
- Grčka: Tumuli makedonske dinastije: Filipa II. u Vergini (336. pr. Kr.);
- Indija: Charaideo, srednjovjekovni maidami Assamskog kraljevstva (1228-1826.);
- Irska: Brú na Bóinne (Meath, 35. – 32. st. pr. Kr.), Brdo kraljeva ili Teamhair na Rí (Leinster, 3400. pr. Kr.-), Grianán Ailigh (800. pr. Kr.-1200.) u pokrajini Donegal;
- Italija: Etruščanske nekropole Monterozzi i Banditaccia (9. – 3. st. pr. Kr.);
- Izrael: Jeruzalemski kraljevski tumuli od Davida do Zedekije (oko 1000. – 587. pr. Kr.);
- Japan: Kraljevski tumuli u obliku ključanice (kofun, 3. – 7. st.) kao Takamatsuzuka kofun kod Asuke i Grobnica cara Nintokua (Daisen kofun) u Sakaiju (Osaka);
- Kanada: Augustinski humak Micmac indijanaca;
- Kazahstan: Skitski Issyk kurgan (4. st. pr. Kr.);
- Južna Koreja: Grobnica kralja Gwanggaetoa kod Anaka u Goguryeou (300.);
- Mađarska: Godeny-halon kod Békésszentandrása;
- Mongolija: Grobnica kana Uchjulü-Chanuya u Noin-Ulau sjverno od Ulan Batora (13.);
- Njemačka: Tumuli u Bonstorfu i Aulebenu (1500. – 1200. pr. Kr.), Halštatski Heuneburg u Hundersingenu (Landkreis Sigmaringen, 600. – 450. pr. Kr.), Keltski tumuli u Glaubergu (5. st. pr. Kr.);
- Poljska: 14 grobova kulture Unetice (Łęki Małe, Leubingen i Helmsdorf), Trzcinica (1800. pr. Kr.), Humak Krakusa kod Krakova (oko 1000. pr. Kr.);
- Portugal: Outeiro de Gregos (Baião, 4450. – 1900. pr. Kr.);
- Rusija: Ipatovo kurgan (4000. pr. Kr.), Kutuluk kurgan kod Samara (2400. pr. Kr.), Maikop kurgan (3000. pr. Kr.), Novovelichkovskaya kurgan kod Krasnodara (2000. pr. Kr.), Skitski tumuli Pazyryka kod Novosibirska (6. – 3. st. pr. Kr.), Varjaški Rurikov grob kod Novgoroda;
- SAD: Zmijski humak (1070.), Criel humak Grave creek humak Adena kulture u Ohiou (1000. – 200. pr. Kr.), Spiro humci Caddoanaca u Oklahomi (600. – 1450), Aligatorski humak drevne Fort kulture (Ohio, 800. – 1200.), Anđeoski humci srednjomississippijske kulture kod Evansvillea u Indiani (1100. – 1450.), Smaragdni humak Plaquemine kulture kod Stantona (Mississippi, 1200. – 1730.), Humci Etowah indijanaca kod Carteswillea (Georgia, 1000. – 1550.);
- Srbija: Ilirske gromile god Bukovca i na Ravnoj Gori;
- Škotska: Maeshowe (oko 3000. pr. Kr.);
- Švedska: Håga Kurgan kod Uppsale (1000. pr. Kr.), Kraljevski grobovi Gamla Uppsala od 5. do 6. stoljeća i Olegov grob kod Stare Ladoge (9. st.);
- Turska: Tumuli frigijskog Gordija (8. st. pr. Kr.), Lidijska nekropola Bin Tepler kod Salihija (7. – 6. st. pr. Kr.), Armenski kraljevski tumul na svetoj planini Nemrut (Nemrut Dağı, 1. st. pr. Kr.);
- Ukrajina: Chorna mohyla (Crni humak), Solokha kurgan (4. st. pr. Kr.), Skitski Ryzhanovka kurgan (3. st. pr. Kr.), Kubratova grobnica u Pereschepinou (660.);

### Hrvatska
U Hrvatskoj za tumule postoji više narodnih imena, humcima se u pravilu nazivaju u sjevernoj Hrvatskoj, dok u krškim krajevima, te u primorju i na otocima najčešće imaju ime gomile ili gromile. Ponegdje su sačuvani i toponimi, kao što su primjerice "Knežev grob" ili "Kneževo brdo", koji upućuju na mjesto gdje je uistinu i nalazi (ili se nalazio, do uništenja) tumul (poput tumula u Budinjačkom polju u Žumberačkom gorju).
Glavni nositelji "kulture tumula" na području današnje Hrvatske i BiH, te Crne Gore i jugozapadne Srbije bili su Iliri, te je na osnovi ostataka materijalne kulture koji se u njima pronalaze moguće utvrditi približno vrijeme njihova nastanka. Oni se podižu otprilike kada i ilirske gradine (utvrde), od srednjeg ili kasnog bakrenog doba (od oko 1600. pr. Kr.) do kraja željeznog doba, odnosno do rimske prevlasti na tlu današnje Hrvatske.
U Hrvatskoj pretežu tumuli kružne ili izdužene (često eliptični) osnove. Neki su bili okruženi vijencem od pločastoga kamena ili suhozidom. Neki veći su visoki i do oko 7 metara, poput malih brežuljaka visine jednokatnice, od kojih dvije s karlovačkog područja imaju i velik promjer osnove, i do 60 metara. 
U Istri jedan tumul je pronađen u blizini Vodnjana, kraj sela Škicini. Možda su u njega pokapani stanovnici Lakoršaga, prapovijesne gradine u blizini. Vrlo blizu su ostaci Vrčina, također prapovijesne gradine, a postoje zapisi koji spominju velik broj tumula oko same gradine (Schiavuzzi). Tumuli su otkriveni pokraj sela Čabrunići, na niz lokacija u blizini Limskog kanala, Rovinjskog sela, Rovinja (jedan od njih je i Maklavun), u Balama i u okolici Bala, pokraj sela Krmed, kod Premanture gdje se tumul nalazio u središtu pretpovijesne gradine (ostaci ovog tumula danas više ne postoje), u Banjolama, u Puli i okolici, na Brijunima, u okolici Fažane, Peroja i Barbarige, kraj Krničkog Porta, u blizini Nezakcija, itd. Na brdu Monkodonja sjeverno od Rovinja istraživanja su počela 1997. godine na poticaj i uz potporu Slobodnog instituta iz Berlina, Arheološkog muzeja Istre iz Pule i Zavičajnog muzeja Rovinj. Tamo se, uz gradinu iz brončanog doba, od oko 1.800. do 1.200. godine pr. Kr., na susjednom brdu Musego nalazi skupina tumula - grobnica (do sada ih je otkriveno 11)
Poveća kamena gomila u Zanogi kraj Borovaca (povrh Neretve, u Dalmaciji) na kojoj se vide tri otvorena groba djelomično zasuta kamenjem, Ilirskog je podrijetla, a možda su je koristili i Hrvati. 
Na obroncima Papuka u Slavoniji nedaleko Požege nalazi se skupina od najmanje 20-ak tumula iz oko 800. do 400. pr. Kr., od kojih se njih 14 počelo istraživati prije 30-ak godina (među njima i tumul "Knežev grob"), a s istraživanjima ostalih se nastavilo 2001. godine.
U Budinjaku, u Žumberačkom gorju (gdje je pronađano čak preko 140 grobnih humaka) su pronađene gotovo 3000 godina stari tumuli iz starijeg željeznog doba, a na brijegu povrh polja, znanom kao Gradina, nalazilo se naselje stanovnika iz istog razdoblja.
U široj okolici Karlovca su se nalazili uistinu veliki tumuli. Tako tumul u selu Krč Bosiljevski u Hrsini (blizu čvorišta autoceste Zagreb - Split i Zagreb - Rijeka) visok je, po slobodnoj procjeni, oko 6-7 metara, a dugačak oko 50-60 metara. Ima izdužen, elipsoidni oblik, a okrnjen je oranicama po rubovima uzduž duže osi. Tu su nađeni ulomci keramike Lasinjske kulture. Kustos Gradskog muzeja Karlovac, Lazo Čučković, u izdanju "Arheološka karta Zajednice općina Karlovac" iz 1984. godine navodi, uz već spomenuti humak u Hrsini, još nekoliko tumula: 7 tumula u Dugoj Gori kraj Dobre, tumul na položaju Umak u Točku (Veljunskom) kao dio bedema, te Turska kosa kraj sela Velika Vranovina nadomak toplica u Topuskom.
Don Ante Škobalj dokazao je da su se stari Hrvati nastavili koristiti ilirskim grobnim humkama cijelih tisuću godina poslije nestanka starih Ilira. Služili su se tumulima za ukope, za utvrde i za obredna mjesta.
"Zlatno doba" gradnje tumulusa na tlu današnje Hrvatske jest starije željezno doba. Na sjeveru Hrvatsko to je oko 750. do oko 300. pr. Kr.